# گمینا پوپیلوو
گمینا پوپیلوو (به لهستانی:  Gmina Popielów) یک گمینا در لهستان است که در شهرستان اوپوله واقع شده‌است. گمینا پوپیلوو ۱۷۵٫۵۷ کیلومتر مربع مساحت و ۸٬۵۰۲ نفر جمعیت دارد.